# 山内美郷
山内 美郷（やまのうち みさと、1948年11月18日- ）は、神奈川県逗子市出身のエッセイストである。父は俳優の山内明、母は雑誌「ミセス」などでモデルとして活躍した山内住江。脚本家の山内久、作曲家の山内正は叔父。夫はグラフィックデザイナーの長山一治。青山学院高等部出身。

## 人物
日本画家を志したが断念。雑誌『クロワッサン』に投稿し、エッセイストとして活動を開始。
1986年から1994年まで、『象印クイズ ヒントでピント』に女性軍キャプテンとして8年以上レギュラー出演。同番組のメインである「16分割クイズ」においては、わずか2～3枚開いただけで正解に導くことが多々あり、司会の土居まさるからは「16分割の姫」と呼ばれていた（なお、番組レギュラーになる以前にも、2度ゲスト解答者として務めたことがある）。

## 出演番組
- 象印クイズ ヒントでピント（1986年7月13日（第349回） - 1994年9月25日（第708回））[1]
- 健保連のすこやかさん（ナビゲーター）

## 著書
- 『食卓のエッセイ』新潮文庫　1985
- 『二度目の乾杯』マガジンハウス、1988
- 『昼下がりのひとりごと』毎日新聞社、1988
- 『明日は今日より素晴らしい 夢と好奇心をいつまでも』海竜社、1989
- 『わたしのおしゃれ感覚』毎日新聞社、1991
- 『オーダーメイドの日常』フレーベル館 クリエイティブウーマンシリーズ 1994
- 『夢見る力の育て方 ちょっとした幸せに感動できるヒント』大和出版、1996
- 『ホクレア号が行く 地球の希望のメッセージ』ナイノア・トンプソン共著 モンティ・コスタ写真 ブロンズ新社 (発売)　2004